# 中国环境报
中国环境报，由中国环境报社主办的国家级环境保护报纸，创刊于1984年，中国环境报社为中华人民共和国生态环境部直属新闻单位。

## 历史
1984年，中国环境报社创立。
中国环境网则建设于1999年，2001年正式上线运行。